# Jürgen Klopp
Jürgen Norbert Klopp (* 16. června 1967, Stuttgart) je bývalý německý fotbalista a bývalý fotbalový trenér. V letech 2015–2024 byl hlavním trenérem Liverpool FC. V lednu 2024 oznámil, že po konci sezóny 2023/24 klub opustí. V lednu 2025 se stal globálním ředitelem fotbalu ve společnosti Red Bull.
V letech 2011 a 2012 byl zvolen německým trenérem roku. V letech 2019 a 2020 byl zvolen trenérem roku dle organizace FIFA.

## Hráčská kariéra
Klopp strávil celou svou profesionální hráčskou kariéru v klubu 1. FSV Mainz 05 (1989–2001). Původně hrál na postu útočníka, v roce 1995 se přesunul na pozici pravého obránce.

## Trenérská kariéra

### Mainz 05
Jako trenér působil v bundesligovém klubu 1. FSV Mainz 05. V roce 2008 dostal nabídku z Borussie Dortmund, kterou v letním období přijal (společně se svým asistentem Željko Buvačem). Do týmu si s sebou přivedl z Mainzu také srbského fotbalistu Nevena Subotiće.

### Borussia Dortmund
Od ročníku 2008/09 trénoval Borussii Dortmund, se kterou se stal v sezonách 2010/11 a 2011/12 mistrem Německa. V ročníku 2011/12 navíc dovedl mužstvo Borussie k zisku DFB-Pokalu, ve finále Dortmund porazil Bayern Mnichov 5:2. S Dortmundem se představil 25. května 2013 ve Wembley ve finále Ligy mistrů 2012/13 opět proti věčnému rivalovi Bayernu Mnichov, Borussia však nejprestižnější evropský pohár nezískala, podlehla Bayernu 1:2.
V červenci 2013 na začátku ročníku 2013/14 přivedl Dortmund v německém fotbalovém Superpoháru DFL-Supercup k vítězství 4:2 nad Bayernem Mnichov. Před sezonou 2014/15 vyhrál s Borussií opět DFL-Supercup proti Bayernu Mnichov (výhra 2:0). Po sezóně 2014/15 se rozhodl v Borussii skončit, týmu unikla trofej v DFB-Pokalu (porážka ve finále s Wolfsburgem).

### Liverpool
Dne 8. října 2015 se stal hlavním trenérem anglického prvoligového klubu Liverpool FC. Hned ve své první sezóně se mu povedlo dostat Liverpool do finále Ligového poháru a Evropské ligy. V obou případech ale odcházel jako poražený, po porážkách 1:2 s Manchesterem City, respektive 1:3 se Sevillou.
V sezóně následující skončil v Premier League na čtvrté příčce a zajistil si pro sezónu 2017/2018 Ligu mistrů, ve které se Kloppova družina dostala až do finále, kde po obrovských hrubkách brankáře Kariuse podlehla po výsledku 1:3 Realu Madrid. V Premier League obsadil Liverpool opět čtvrté místo.
V sezóně 2018/2019 skončili v lize 2. za Manchesterem City i přes zisk 97 bodů, což byl rekordní zisk pro tým, který nezískal titul. V Lize mistrů si však Klopp s Liverpoolem vše vynahradil a získal s klubem s první trofej, když ve finále porazil Tottenham Hotspur FC 2:0 po gólech Salaha (z penalty ve druhé minutě) a střídajícího Origiho. V létě 2019 pak s klubem ovládl i Superpohár UEFA a mistrovství světa ve fotbale klubů.
V sezóně následující, která byla kvůli pandemii koronaviru i několikrát přerušena, získal s Liverpoolem první ligový titul po třiceti letech se ziskem 99 bodů před druhým Manchesterem City, které ukořistilo bodů jen 81.
V sezóně 2021/22 slavil s týmem zisk trofeje v ligovém poháru i v FA Cupu. V roce 2022 dovedl Klopp Liverpool opět do finále Ligy mistrů, tentokráte ale jeho svěřenci nestačili na španělský Real Madrid; utkání skončilo prohrou Liverpoolu 0:1.
V lednu 2024 Klopp oznámil, že po sezóně 2023/24 Liverpool po devíti letech opustí.

## Jiné
V letech 2005–2008 přijal roli fotbalového experta v německé televizní stanici ZDF, spolukomentoval zápasy německé fotbalové reprezentace, po EURO 2008 tuto roli převzal bývalý fotbalový brankář Oliver Kahn. Během Mistrovství světa 2010 v Jihoafrické republice spolupracoval (v roli experta) na stanici RTL s Güntherem Jauchem.
Koncem roku 2024 podepsal smlouvu s Red Bullem jako jejich ředitel globálního fotbalu. A tuto funkci dělá od ledna 2025.

## Osobní život
Klopp je protestantský křesťan, který často vyznává svou víru na veřejnosti. V řadě rozhovorů a evangelických publikací odkazuje na Ježíše Krista jako základ svého života.

## Statistiky

### Hráčské
| Klub                | Sezóna  | Liga            | Liga   | Liga | Pohár  | Pohár | Ostatní | Ostatní | Celkem | Celkem |
| Klub                | Sezóna  | Liga            | Zápasy | Góly | Zápasy | Góly  | Zápasy  | Góly    | Zápasy | Góly   |
| ------------------- | ------- | --------------- | ------ | ---- | ------ | ----- | ------- | ------- | ------ | ------ |
| Rot-Weiss Frankfurt | 1989/90 | Oberliga Hessen | 0      | 0    | 1      | 0     | 5       | 0       | 6      | 0      |
| Mainz 05            | 1990/91 | 2. Bundesliga   | 33     | 10   | 0      | 0     | —       | —       | 33     | 10     |
| Mainz 05            | 1991/92 | 2. Bundesliga   | 32     | 8    | 1      | 0     | —       | —       | 33     | 8      |
| Mainz 05            | 1992/93 | 2. Bundesliga   | 41     | 3    | 2      | 1     | —       | —       | 43     | 4      |
| Mainz 05            | 1993/94 | 2. Bundesliga   | 34     | 7    | 1      | 1     | —       | —       | 35     | 8      |
| Mainz 05            | 1994/95 | 2. Bundesliga   | 33     | 7    | 3      | 1     | —       | —       | 36     | 8      |
| Mainz 05            | 1995/96 | 2. Bundesliga   | 29     | 2    | 2      | 0     | —       | —       | 31     | 2      |
| Mainz 05            | 1996/97 | 2. Bundesliga   | 24     | 3    | 0      | 0     | —       | —       | 24     | 3      |
| Mainz 05            | 1997/98 | 2. Bundesliga   | 31     | 4    | 1      | 1     | —       | —       | 32     | 5      |
| Mainz 05            | 1998/99 | 2. Bundesliga   | 29     | 4    | 1      | 0     | —       | —       | 30     | 4      |
| Mainz 05            | 1999/00 | 2. Bundesliga   | 30     | 4    | 3      | 0     | —       | —       | 33     | 4      |
| Mainz 05            | 2000/01 | 2. Bundesliga   | 9      | 0    | 1      | 0     | —       | —       | 10     | 0      |
| Mainz 05            | Celkem  | Celkem          | 325    | 52   | 15     | 4     | 0       | 0       | 340    | 56     |
| Celkem              | Celkem  | Celkem          | 325    | 52   | 16     | 4     | 5       | 0       | 346    | 56     |

### Trenérské
| Tým               | Od               | Do              | Zdroj  |
| ----------------- | ---------------- | --------------- | ------ |
| Mainz 05          | 27. února 2001   | 30. června 2008 | [ 20 ] |
| Borussia Dortmund | 1. července 2008 | 30. června 2015 | [ 21 ] |
| Liverpool         | 8. října 2015    | 31. května 2024 | [ 21 ] |

## Ocenění

### Trenérské

#### Borussia Dortmund
- Bundesliga: 2010/11, 2011/12[22]
- DFB-Pokal: 2011/12
- DFL-Supercup: 2013, 2014
- Liga mistrů UEFA: 2012/13 (druhé místo)

#### Liverpool
- Premier League: 2019/20[22][23]
- Liga mistrů UEFA: 2018/19
- Superpohár UEFA: 2019
- Mistrovství světa klubů: 2019
- EFL Cup: 2021/22, 2023/24
- FA Cup: 2021/22
- Community Shield: 2022